# 广州天河体育中心
广州天河体育中心（英語：Guangzhou Tianhe Sports Center），简称天体，位于中国广州市天河区天河路北侧，占地面积58.8万平方米，于1987年8月30日正式落成，是广州目前最大的体育场馆之一，也是广州城市新中轴线的一部分。

## 历史
为承办1987年第六届全国运动会，1983年10月，广州市人民政府投资3.1亿元人民币，在废弃的原天河机场空地上筹建天河体育中心。工程自1984年7月4日动工，1987年8月30日举行落成剪彩仪式，由时任广东省省长叶选平、广州市市长朱森林为体育中心剪彩。天河体育中心由广州市设计院负责设计，开创了全国同时建成体育场、体育馆、游泳馆三大场馆的先河，获得当年中国建筑工程鲁班奖及国家科技进步二等奖。1989年后，先后增建棒球场、网球场、门球场、轮滑场。
1995年，在国家体委提倡全民健身活动的号召下，体育中心率先实行了全面开放，修建了全国第一条健身路径，并增建了树林舞场、露天羽毛球场、乒乓球活动区、儿童活动区、健身小区、篮球俱乐部等各种群体设施。
2010年9月，为迎接2010年亚运会，天河体育中心完成史上最大规模综合改造，七大场馆完成从外观到内部的全面装修。

## 主体场馆

### 天河体育场
天河体育中心体育场总建筑面积约6.56万平方米，其中田径足球场面积为1.9万平方米，看台面积2.2万平方米，固定观众座席52611座，体育场的轮廓被设计成马鞍形，两侧是白色拱顶，南北看台设28级，东西看台40多级。

### 天河体育馆
天河体育馆位于天河体育中心内，占地面积25600平方米，主馆建筑面积17159平方米，外观为六角形，屋顶跨度126米，有7600个观众座位。天河体育馆是一座综合性的体育场馆，可以举办各类室内比赛项目，并达到国际比赛项目要求，同时也作大型文艺演出、会议展览等用途。2001年九运会之前，天河体育馆进行了全面的翻新和维修，增加了接待室、更衣室、赛前练习室、兴奋剂检查室和休息室，以及国际体育比赛水准的照明系统和音响系统。为了配备大型演出功能，还增设了活动舞台，专业音响和整套的舞台灯光系统。
2016年，天河体育馆成为中国男子篮球职业联赛龙狮篮球俱乐部的主场，承办大部分主场赛事，2019年5月1日，天河体育馆正式交由龙狮篮球俱乐部运营。

### 天河游泳馆
建筑面积共2.17万平方米，有大型比赛厅、游泳池、跳水池各1个，观众座位2828个。池壁装有观察窗，水下有灯光设备和音响设备，可以进行水下观察和拍摄。

### 网球场
位于天河体育中心东南角，1989年7月动工，12月建成。有观众席位约1500个。2019年，位于广州天河体育中心东北侧的广州网球中心场落成，占地面积约4147平方米，设有座位3500个（2500个固定座位，1000个移动座位），作为广州国际女子网球公开赛的中心场地。

### 天河棒垒球中心
天河棒垒球中心位于天河体育中心西北角，占地面积1.44万平方米，包括一个棒垒球比赛场地，一座可容纳2000名观众的三层综合楼，并配置有灯光、电子计分系统、音响设备及自动喷淋系统；办公区设有裁判休息室、教练室、商务中心、贵宾休息室等。1989年10月动工，1990年6月竣工，由时任国际少年棒球联盟亚太区总监的日本三井物產资助兴建，故又名三井少年友谊棒球场，是广东最早向公众开放的专业棒球运动场地，曾是中华人民共和国第九届运动会、2010年亚洲运动会棒垒球项目的主赛场，并先后承办了多场大型国际棒球赛事。

### 篮球城
座落于天河体育中心东北角，建成于2001年11月，是广州市目前规模最大的室外篮球活动场所。2024年改造后增设600个观众席。

### 轮滑场
1990年4月建成，总面积2600平方米。外圈有按国际速滑比赛标准设置的150米竞速赛道。这条环形滑道以20度坡度向场内倾斜。内圈环绕的是一个正规轮滑球场，可进行国际比赛。

### 保龄球馆
1994年兴建，1996年1月正式对外营业，场馆占地面积4000平方米，是全国第一家世界级大型保龄球娱乐场所。

## 公共交通
- 广州地铁一号线体育中心站、体育西路站
- 广州地铁三号线体育西路站、林和西站
- 广州地铁APM线体育中心南站、林和西站
- 广州快速公交BRT线体育中心站

## 未来发展
天河体育中心将承办2025年全运会和残特奥会部分项目，其中体育场拟承办全运会足球（女子16岁以下组）项目和残特奥会开幕式，体育馆拟承办全运会排球（女子18岁以下组）和全运会乒乓球比赛（群体类），游泳馆拟承办游泳（跳水）。为配合赛事举办，体育场、体育馆、游泳馆、篮球城以及整体环境将进行改造。